# Buna (Texas)
Buna è un census-designated place degli Stati Uniti d'America situato nella contea di Jasper dello Stato del Texas.
La popolazione era di 2.142 persone al censimento del 2010.

## Geografia fisica
Buna è situata a 30°26′22″N 93°57′58″W (30.439390, -93.966199).
Secondo lo United States Census Bureau, ha un'area totale di 6,0 miglia quadrate (16 km²), di cui 5,9 miglia quadrate (15 km²) di terreno e lo 0,17% d'acqua.

## Società

### Evoluzione demografica
Secondo il censimento del 2000, c'erano 2.269 persone, 865 nuclei familiari e 626 famiglie residenti nella città. La densità di popolazione era di 381,4 persone per miglio quadrato (147,2/km²). C'erano 956 unità abitative a una densità media di 160,7 per miglio quadrato (62,0/km²). La composizione etnica della città era formata dall'86,16% di bianchi, l'11,37% di afroamericani, lo 0,44% di nativi americani, lo 0,13% di asiatici, lo 0,09% di isolani del Pacifico, lo 0,71% di altre razze, e l'1,10% di due o più etnie. Ispanici o latinos di qualunque razza erano l'1,50% della popolazione.
C'erano 865 nuclei familiari di cui il 35,3% aveva figli di età inferiore ai 18 anni, il 58,4% aveva coppie sposate conviventi, l'11,6% aveva un capofamiglia femmina senza marito, e il 27,6% erano non-famiglie. Il 25,7% di tutti i nuclei familiari erano individuali e l'11,1% aveva componenti con un'età di 65 anni o più che vivevano da soli. Il numero di componenti medio di un nucleo familiare era di 2,57 e quello di una famiglia era di 3,07.
La popolazione era composta dal 26,3% di persone sotto i 18 anni, il 10,0% di persone dai 18 ai 24 anni, il 26,8% di persone dai 25 ai 44 anni, il 23,0% di persone dai 45 ai 64 anni, e il 13,9% di persone di 65 anni o più. L'età media era di 36 anni. Per ogni 100 femmine c'erano 87,7 maschi. Per ogni 100 femmine dai 18 anni in giù, c'erano 86,1 maschi.
Il reddito medio di un nucleo familiare era di 29.611 dollari e quello di una famiglia era di 33.952 dollari. I maschi avevano un reddito medio di 29.766 dollari contro i 20.848 dollari delle femmine. Il reddito pro capite era di 13.999 dollari. Circa il 10,2% delle famiglie e l'11,9% della popolazione erano sotto la soglia di povertà, incluso il 12,1% di persone sotto i 18 anni e l'11,2% di persone di 65 anni o più.